# Dan Brown
Dan Brown (Exeter, New Hampshire, 22. lipnja 1964.) je američki pisac triler romana, poznat po kontroverznom bestselleru Da Vincijev kod.

## Djela

### Albumi
- SynthAnimals,  dječji CD [neaktivna poveznica]
- Perspective, 1990, Dalliance. Muzički CD
- Dan Brown, 1993, DBG Records, (uključujući i pjesme "976-Love" i "If You Believe in Love")
- Angels and Demons, 1995, DBG Records uključujući i pjesme "Here in these Fields" i "All I Believe")
- Musica Animalia 2003, karitativni CD za udruženje Families First

### Humoreske
- 187 Men to Avoid:  A Survival Guide for the Romantically Frustrated Woman, 1995, Berkley Publishing Group (co-written with his wife under the pseudonym Danielle Brown). ISBN 0425147835
- The Bald Book, 1998, ko-autor je njegova žena Blythe Brown. ISBN 078600519X

### Romani
- Digitalna tvrđava (Digital Fortress), 1998
- Anđeli i demoni (Angels and Demons), 2000
  - Anđeli i demoni, posebna ilustrirana verzija, 2005, Atria. ISBN 0743275063
- Deception Point (Velika obmana), 2001
- Da Vincijev kod (The Da Vinci Code), 2003
  - Da Vincijev kod, posebna ilustrirana verzija, 2004, Doubleday. ISBN 0385513755
- Izgubljeni simbol (The Lost Symbol), 2009
- Inferno (Inferno), 2013
- Origin (Postanak), 2017

### Filmovi
- Da Vincijev kod, 2006. (Brown je bio izvršni producent)
- Anđeli i demoni, 2009.
- Inferno, 2016.

## Vanjske poveznice
- Dan Brownova službena stranica